# Dominique Archie
Dominique Archie (Augusta, 19 augustus 1987) is een Amerikaans basketballer. Hij speelt als power forward.

## Carrière
Archie begon zijn loopbaan bij de South Carolina Gamecocks, de universiteitsploeg van de University of South Carolina. Na 4 seizoenen maakte hij de overstap naar de Austin Toros, actief in de NBA Development League. In de zomer van 2011 maakte hij de overstap naar BC Timișoara waarvoor hij twee seizoenen uit zou komen. Nadien speelde hij Orlandina Basket waarmee hij op het eind van het seizoen 2013-2014 de promotie kon afdwingen naar de Italiaanse Lega Basket Serie A, de hoogste klasse in Italië. 
Vanaf april 2015 was Archie actief bij het Belgische Telenet Oostende waarmee hij zowel in het seizoen 2014-2015 als 2015-2016 de Belgische titel en beker kon winnen. Hij keerde aan het eind van dat seizoen terug naar Orlandina Basket waar hij na een seizoen alweer vertrekt en tekent bij Bnei Herzliya Basket. Het seizoen erop keert hij terug naar Italië en ging spelen voor Pallacanestro Varese, na een seizoen tekent hij bij het Franse Champagne Basket. Na twee seizoen en een korte tussenstop bij de Ottawa Blackjacks speelde Archie in het seizoen 2021-2022 opnieuw in Frankrijk, dit keer voor Élan Béarnais Pau-Orthez. 
Vanaf het seizoen 2022-2023 komt Archie uit voor Benedetto XIV Cento in de Italiaanse Serie A2

## Palmares

### Club
Telenet Oostende
- 2015, 2016: Kampioen van België
- 2015, 2016: Beker van België

Champagne Basket
- 2021: Beker van Frankrijk